# Maciej Stobierski
Maciej Stobierski (ur. 1951 w Sosnowcu) – polski artysta fotograf. Członek rzeczywisty Okręgu Dolnośląskiego Związku Polskich Artystów Fotografików.

## Działalność
Maciej Stobierski mieszka i pracuje w Sosnowcu, związany ze śląskim środowiskiem fotograficznym. jest absolwentem Akademii Sztuk Pięknych w Katowicach. Współpracuje z Teatrem Zagłębia w Sosnowcu – sporządzając dokumentację fotograficzną z przedstawień teatralnych.   
W 2001 roku został przyjęty w poczet członków rzeczywistych Okręgu Dolnośląskiego Związku Polskich Artystów Fotografików (legitymacja nr 825). Jest członkiem Zarządu Okręgu Dolnośląskiego ZPAF. Prowadzi warsztaty fotograficzne w ramach działalności w ZPAF. Prowadzi Spotkania z fotografią w Muzeum Śląskim w Katowicach. Prowadzi warsztaty fotograficzne na Uniwersytecie Trzeciego Wieku – Uniwersytetu Śląskiego w Katowicach. Jest wykładowcą w Wyższej Szkole Zarządzania Ochroną Pracy w Katowicach. Prowadzi zajęcia z fotografii na Wydziale Informatyki Obrazu i Dźwięku w Wyższej Szkole Mechatroniki w Katowicach.  
W latach 2005−2011 sporządzał dokumentacje fotograficzne z wielomiesięcznych rejsów Daru Młodzieży, współpracując z Akademią Morską w Gdyni. 
Maciej Stobierski jest autorem i współautorem wielu wystaw fotograficznych; indywidualnych, zbiorowych, poplenerowych, pokonkursowych. Szczególne miejsce w jego twórczości zajmuje fotografia podróżnicza, reportażowa, krajobrazowa, przyrodnicza, fotografia dokumentacyjna, fotografia architektury, martwej natury i portretu.

## Wystawy indywidualne
- Nastroje; Galeria Foto Melcer (Tarnowskie Góry 1995)
- Kawałki czasu i przestrzeni; Stara Galeria ZPAF; (Warszawa 1996)
- Struktura  Pejzażu; Galeria ASP (Kraków 1997)
- Kawałki czasu i przestrzeni II; Galeria B & B (Bielsko–Biała 1997)
- Doble Sabor-Ecuador; Galeria Halgo (Chorzów 1999)
- Żaglowiec; Zamek Sielecki (Sosnowiec 2006)
- Żaglowiec – Kraina dzieciństwa; Galeria Sztuki (Rybnickie Centrum Kultury 2009)
- Sztuka żagla; Galeria Wydziału Mediów (Zabrze 2013)[16][2]
- Tchnienia – oblicza Kościoła św. Jana Chrzciciela w Siewierzu; Zamek Siedlecki (2017)[15][17]

Źródło

## Wystawy zbiorowe
- Cmentarz Żydowski w Katowicach; Galeria Katowice ZPAF (2010)
- Wobec Miejsca i Czasu...II; ogólnopolska wystawa poplenerowa Okręgu Dolnośląskiego ZPAF (Wrocław  2011)
- Sosnowieckie Spotkania Artystyczne; wystawy poplenerowe w Zamku Sieleckim i Muzeum Miejskim w Sosnowcu (2008–2014)
- Grafiki Świat /za/znaczony; wystawa Akademii Sztuk Pięknych w Katowicach (Rondo Sztuki)
- Mistrzowie Polskiego Pejzażu; Łódź – Galeria B & B; Bielsko Biała (2006)
- Okręg Śląski ZPAF w  Schwerin; (Niemcy 2007)
- Kopalnia obrazu; Galeria Fabularna (2015; 2016)

Źródło

## Publikacje (albumy)
- Żaglowiec (autor)[5]
- 160 lat Cynku w Lipinach (autor)
- Cegielnia Patoka (autor)
- Kwartał Wodna – Katowice (współautor)
- Mistrzowie polskiego pejzażu (współautor)

Źródło